# Бен-Порат, Мирьям
Мирьям Бен-Порат (ивр. מרים בן פורת‎; урождённая Мирьям Шейнзон; 19 января 1918, Витебск — 26 июля 2012, Иерусалим) — израильский юрист, судья Верховного суда Израиля (1977—1988) и Государственный контролёр (1988—1998).

## Биография
Мирьям Шейнзон родилась 19 января 1918 года в городе Витебск, Советская Россия (в настоящее время Республика Беларусь). Родители были родом из Ковенской губернии: отец — Элиэзер Шейнзон, мануфактурщик из местечка Оникшты Вилькомирского уезда; мать — Хая Шейнзон (урождённая Рик), была домохозяйкой. Мирьям выросла в Ковно, там же окончила среднюю школу и в 1936 году эмигрировала в Палестину. Её брат Пинхас и родители погибли в гетто.
В Палестине она окончила школу правоведения и получила право заниматься адвокатской деятельностью. В 1946 году Мирьям вышла замуж за Иосифа Бен-Пората (Рубинштейна).
В 1975 году Бен-Порат получила должность председателя Иерусалимского окружного суда. С 1964 по 1978 год Мирьям Бен-Порат являлась профессором Еврейского университета в Иерусалиме.
В 1977 году она стала первой женщиной-судьёй в Верховном суде Израиля, проработав в этом суде десять лет. Позднее Бен-Порат была избрана на пост Государственного контролёра Израиля, став первой и единственной женщиной на этой должности.
Умерла 26 июля 2012 года в Иерусалиме.

## Признание
За свою деятельность Бен-Порат награждалась различными званиями и премиями:
- 1991 год — Государственная премия Израиля — за вклад в жизнь общества и государства[3]
- 1993 год — степень почетного доктора Пенсильванского университета[3]
- 1995 год — приз от Движения за качество власти в Израиле.
- 2004 год — Звание Якир Йерушалаим (Почётный Гражданин Иерусалима)

В 2005 году Бен-Порат вошла список двухсот великих израильтян по версии интернет сайта Ynet, где заняла 155-е место.

## Интересные факты
- В интервью Государственному радио Израиля в 2010 году Бен-Порат заявила, что считает необходимым ввести в Израиле дополнительный флаг и гимн, которые будут соответствовать чаяниям арабских граждан Израиля[6].